# Alvite (Fajozes)
O Alvite é um lugar da Freguesia de Fajozes, conselho de Vila do Conde, distrito do Porto. Fica entre a Moita e Real .
O seu topónimo é algo frequente em Portugal. Normalmente está associado a terrenos que em tempos foram propriedade de um nobre de origem Germânica de nome Alvitus